# سلاحف جانبية الرقبة
السلاحف جانبية الرقبة (بالإنجليزية: Side-necked turtles)‏ هي واحدة من اثنين من فروع فصيلة السلاحف الحية، أما الصِنف الآخر فيسمى سلاحف مخفية الرقبة. في كثير من الأحيان، في جداول تصنيف الحيوانات، تقل أهمية بعض الأصناف كالتصنيفات الحيوانية بصرف النظر عن أسباب جداول تصنيف الحيوانات أو الأسباب التصنيفية. إضافةً إلى ذلك، لا ينطبق هذا الوضع على تصنيفات السلاحف. ويمثل هذا التقسيم فجوة تطورية عميقة جدًا بين السلاحف التي تنقسم إلى فئتين مختلفتين تمامًا. فإلى جانب الاختلافات التشريحية والداخلية الكبيرة بينهما، توجد الكثير من الاختلافات الجسدية والجغرافية والبيئية. تُعرف البليوروديرا باسم السلاحف عارية الرقبة، ويتضح ذلك عند الحصول على الترجمة الحرفية لكلمة «بليوروديرا» التي تعني «الرقبة العارية»، بينما تُعرف «الكريبتوديرا» بـ«السلاحف مخفية الرقبة». تنحصر سلاحف البليوروديرا في نصف الكرة الأرضية الجنوبي، حيث توجد بأعدادٍ كبيرة في قارات أستراليا وأمريكا الجنوبية وأفريقيا. ومن الناحية التصنيفية فإنها تنقسم إلى فصيلتين: شيلد، وتعرف أيضًا بالسلاحف الأسترالية الأمريكية عارية الرقبة الجنوبية، وبيلوميدوسيداي وتعرف بالسلاحف الإفريقية الأمريكية الجنوبية عارية الرقبة الجانبية.

## التعريف والوصف
يمكن التعرف على أنواع سلاحف جانبية الرقبة بطريقة يستخدمها العلماء بواسطة سحب رأسها خارج الدرقة. في هذه الأنواع من السلاحف، تنحني الرقبة في الرأس الأفقية على شكل مستوٍ داخلي مُغطى بمساحة فارغة أمام الأرجل الأمامية، وعند سحب الرأس للخارج، يظل جزء من الرقبة مكشوفًا دائمًا. ويختلف الوضع هنا عما هو منطبق على سلاحف الكريبتوديرا، التي تحني رقبتها في شكل مستوٍ عمودي، حيث تقوم بسحب رقبتها للخلف مباشرة ما بين الأرجل الأمامية والرقبة المخفية تمامًا.
وتتطلب الطرق المختلفة لانحناء الرقبة تشريح مختلف تمامًا للفقرة الرقبية. تمتلك جميع السلاحف سبع فقرات في الرقبة، كما هو الحال في معظم الحيوانات الفقارية الكبيرة، بما في ذلك الثدييات. إضافةً إلى ذلك، في سلاحف جانبية الرقبة، تكون هذه العظام ضيقة في المقطع العرضي، وعلى شكل بكرة، وهو ما يتشابه بشكل كبير مع الزواحف الأخرى. ويساعدها ذلك في القيام بالحركة الجانبية بدرجة كبيرة، ولكن تقل حركتها العلوية والسفلية. وعلى النقيض من ذلك في سلاحف مخفية الرقبة، فإن عظام الرقبة واسعة ومسطحة حيث تستطيع هذه السلاحف ثني مفاصلها بزاوية 170 درجة مما يساعدها على لف رقبتها على جسدها. ويسمح هذا التكوين الجسدي بحركة جانبية طفيفة.
إضافةً إلى ذلك، هناك اختلافات بين هذه السلاحف في أنحاء أخرى، وعلى الرغم من ذلك، ينحصر بعض منها على مستوى الفصيلة. ويجب أن تمتلك جميع السلاحف بعض أثلام للجمجمة لتساعد في تحديد الموقع وتحديد موضع العضلات المستخدمة لفتح وغلق الفكين. ويبرز هذا في سلاحف جانبية الرقبة بطريقة مختلفة عن سلاحف مخفية الرقبة، على الرغم من استخدام نفس التكوين العضلي. وهناك علاقة بين نقاط الاتصال وموضع الأثلام والعظام المختلفة للجمجمة.
وهناك اختلاف آخر في ترتيب عظام القشرة والصفائح العظمية المُغطية لها. وتحتوي سلاحف جانبية الرقبة على 13 صفيحة عظمية على صدرة قشرة السلحفاة، بينما لا تحتوي سلاحف مخفية الرقبة إلا على 12. تسمى الصفيحة العظمية الزائدة بالدرقة الداخلية وتقع في الجزء الأمامي من صدرة السلحفاة بين الصفائح العظمية للدرقة، وتمتلك سلاحف البيلوميدوسيد أيضًا ميسوبلاسترا مما يزيد من حجم الاختلافات في هذه المجموعة.

## التصنيف
تنقسم مجموعة سلاحف جانبية الرقبة إلى الفصائل التالية:
- بودوكنيميديداي
- شيلد
- دورتوكيداي (منقرض)
- يوزركيداي (منقرض)
- بروبليوريداي (منقرض)
- بوثريميديداي (منقرض)
- بيلوميدوسيداي

## التطور
يتضح أن السلاحف جانبية الرقبة والسلاحف مخفية الرقبة أطوار من أسرة واحدة. (Mol Biol Rep). أجناس تشيلودينا وشيلوس المختلفة.

## قائمة المصادر
Rhodin, Anders G.J.; van Dijk, Peter Paul; Inverson, John B.; Shaffer, H. Bradley; Roger, Bour (31 ديسمبر 2011). "Turtles of the world, 2011 update: Annotated checklist of taxonomy, synonymy, distribution and conservation status". Chelonian Research Monographs. ج. 5. مؤرشف من الأصل (PDF) في 2012-01-22.{{استشهاد بدورية محكمة}}:  صيانة الاستشهاد: أسماء متعددة: قائمة المؤلفين (link) صيانة الاستشهاد: التاريخ والسنة (link)